# Sophronica grisea
Sophronica grisea är en skalbaggsart som beskrevs av Aurivillius 1908. Sophronica grisea ingår i släktet Sophronica och familjen långhorningar.
Artens utbredningsområde är:
- Ghana.
- Kenya.
- Malawi.
- Senegal.
- Zimbabwe.

Inga underarter finns listade i Catalogue of Life.